# 鄭守鐸
鄭守鐸（英語：Augustin Zheng Shouduo；1917年3月17日—2006年7月16日；聖名奧思定）是天主教中國籍地下教會主教。曾任山西省絳州宗座監牧區宗座監牧（1982年-2006年）。

## 生平
鄭守鐸出生於1917年3月17日，在中華民國山西省太原陽曲鎮風格梁村。1931年，他在14歲時就讀於太原小修院，並在他17歲時就讀太原下莊總修院。1944年，在絳州宗座監牧區小修院出任拉丁語教師。1947年，入讀北京若瑟神哲學院攻讀神哲學。1949年3月13日鄭守鐸在32歲時晉鐸，然後從北京向南步行四十天返回絳州宗座監牧區，出任坡裡堂區主任司鐸。
1964年10月，他在文化大革命中被劃為反革命份子，被強制勞動改造，身心備受摧殘。1979年，文化大革命結束後獲得平反。
1982年9月23日，鄭守鐸獲得時任教宗若望保祿二世任命為山西省絳州宗座監牧區宗座監牧，並委任由地下教會團體山西洪洞教區主教韓廷弼秘密晉牧，但不獲中國政府承認。
他於1991年1月13日公開就職，成為公開教會團體主教，且獲中國政府承認。在任內，他先後祝聖了27位神父，並在宗座監牧區成立首間女修院。2000年，他興建饒富中國宮殿色彩的聖母無原罪堂，較1921年興建的舊教堂大十倍，更成為朝聖者和旅客的到訪熱點。
2006年7月16日，鄭守鐸主教在中國山西省運城市新絳縣坡里村去世，享年90歲。鄭主教離世當晚，逾千名信徒聚集在坡里聖堂，為他祈禱。坡里堂區每天舉行兩台追思彌撒，直至7月24日葬禮前夕，主教的靈柩被移送主教座堂為止。同月18日，宗座監牧區內的神職人員為鄭主教舉行追思彌撒。
同月25日上午，送殯行列隨著靈柩，途經新絳多條大街前往聖母無原罪堂，殯葬彌撒由絳州宗座監牧李宏光主教主禮，山西太原總教區總主教李建唐、汾陽教區主教霍成、榆次教區主教王藎及陝西三原教區主教宗懷德襄禮。新絳宗座監牧區和毗鄰教區約50名神父亦參與共祭。多名政府官員出席追悼會。鄭主教的遺體葬於玻里堂附近的墓園。